# Ivan Huklek
Ivan Huklek (ur. 12 listopada 1996) – chorwacki zapaśnik walczący w stylu klasycznym. Olimpijczyk z Tokio 2020, gdzie zajął piąte miejsce w wadze 87 kg.
Ósmy na mistrzostwach świata w 2019. Dziewiąty na mistrzostwach Europy w 2023. Piąty na igrzyskach europejskich w 2019 i na igrzyskach śródziemnomorskich w 2018. 
Wicemistrz świata U-23 w 2017. Drugi na ME U-23 w 2018 i trzeci w 2019. Trzeci na ME juniorów w 2016 roku.